# Come to Daddy
Come to Daddy är en EP från 1997 av Aphex Twin, utgiven på Warp Records.

## Låtlista
All musik skriven av Richard D. James.
1. Come to Daddy (Pappy Mix)
2. Flim
3. Come to Daddy (Little Lord Faulteroy Mix)
4. Bucephalus Bouncing Ball
5. To Cure A Weakling Child, Contour Regard
6. Funny Little Man
7. Come to Daddy (Mummy Mix)
8. IZ-US